# Гас Марч-Філліппс
Густав Генрі Марч-Філліппс, іноді пишеться як Марч-Філліпс, DSO, MBE, (англ. Gus March-Phillipps; 1908, Англія, Велика Британія — 12 вересня 1942, Сент-Онорин-де-Перт, Кальвадос, Франція) — британський військовий, засновник No. 62 Commando, також відомої як Small Scale Raiding Force (SSRF), один із попередників Спеціальної повітряної служби (SAS). Він також заслуговує на увагу як один із головних джерел натхнення Яна Флемінга для персонажа Джеймса Бонда.
У Daily Telegraph Макс Гейстінґс зазначив: «У січні 1942 року він запустив операцію „Постмейстер“, дивовижну експедицію, яка захопила два італійські торгівельні судна із нейтрального іспанського колоніального порту Санта-Ізабель у Західній Африці та тріумфально відбуксирувала їх до Лагоса». Після рейду Марч-Філліппс був нагороджений орденом «За видатні заслуги».

## Військова кар'єра
Марч-Філліпс був ветераном спеціальних операцій, який виявився надзвичайно успішним у своїх місіях.
Він загинув під час операції «Акватинта», яка відбулася на окупованому німцями французькому узбережжі у вересні 1942 року. Щоб залякати ворога та підняти моральний дух союзників, Марч-Філліппс очолив рейдову групу з 11 чоловіків у човнах на пляж. Висадка відбулося на неправильній ділянці пляжу, і вони потрапили під шквальний вогонь німецького патруля. Четверо учасників нальоту були поранені та взяті в полон, четверо втекли, але зрештою були схоплені; решта команди були вбиті, включаючи Марча-Філліппса, якого застрелили, коли він намагався виплисти на берег після того, як його каное було пошкоджено.
На веб-сайті Commando Veterans Archive текст на його могилі супроводжується такою приміткою:
In Memory of Major 39184 Gustavus Henry March-Phillipps DSO MBE
Royal Artillery and Commando, Small Scale Raiding Force
who died age 34 on 12 September 1942
Remembered with honour at ST. LAURENT-SUR-MER CHURCHYARD

## Особисте життя
18 квітня 1942 року Марч-Філліппс одружився з членом SSRF Марджорі Стюарт (актриса, до і після війни, пізніше — леді Марлінг).
Він був племінником Густава Гамільтона Бленкінсопа Коулсона.

## У масовій культурі
Марч-Філліппса зображує Генрі Кавілл у фільмі 2024 року «Міністерство неджентльменської війни», який зображує вигадані події операції «Постмейстер».